# London Assembly
De London Assembly ofwel Greater London Assembly is een Londens overheidsorgaan. Het is belast met de controle van de burgemeester van Londen. Zij maken samen deel uit van de Greater London Authority (GLA), die in 2000 opgericht werd met de Greater London Authority Act 1999. De Assembly vergaderde in City Hall te Southwark tot eind 2021. Sindsdien vergardert het in een nieuwe zaal te Newham.

## Verkiezingen
Elke vier jaar worden verkiezingen georganiseerd voor de 25 leden van de Assembly. Er zijn veertien kiesdistricten en per district wordt een lid verkozen. De andere elf leden worden volgens een aangepaste methode-D'Hondt verkozen.
Verkiezingen vonden plaats op:
- 4 mei 2000
- 10 juni 2004
- 1 mei 2008

- 3 mei 2012
- 5 mei 2016
- 6 mei 2021
- 2 mei 2024

De volgende verkiezingen vinden op 4 mei 2028 plaats.

### Resultaten

#### Per partij
| Partij | Partij            | Assembly-leden | Assembly-leden | Assembly-leden | Assembly-leden | Assembly-leden | Assembly-leden | Assembly-leden |
| Partij | Partij            | 2000           | 2004           | 2008           | 2012           | 2016           | 2021           | 2024           |
| ------ | ----------------- | -------------- | -------------- | -------------- | -------------- | -------------- | -------------- | -------------- |
|        | Labour            | 9              | 7              | 8              | 12             | 12             | 11             | 11             |
|        | Conservative      | 9              | 9              | 11             | 9              | 8              | 9              | 8              |
|        | Green             | 3              | 2              | 2              | 2              | 2              | 3              | 3              |
|        | Liberal Democrats | 4              | 5              | 3              | 2              | 1              | 2              | 2              |
|        | Reform UK         |                |                |                |                |                |                | 1              |
|        | UKIP              |                | 2              |                |                | 2              |                |                |
|        | British National  |                |                | 1              |                |                |                |                |

#### Per district

Resultaten 2000
Resultaten 2004
Resultaten 2008
Resultaten 2012
Resultaten 2016
Resultaten 2021
Resultaten 2024

## Leden gekozen in 2016
| - Tony Arbour (Conservative) - Jennette Arnold (Labour) - Gareth Bacon (Conservative) - Kemi Badenoch (Conservative) - Shaun Bailey (Conservative) - Siân Berry (Green Party) - Andrew Boff (Conservative) - Leonie Cooper (Labour) - Tom Copley (Labour) - Unmesh Desai (Labour) - Tony Devenish (Conservative) - Andrew Dismore (Labour) - Len Duvall (Labour) | - Florence Eshalomi (Labour) - Nicky Gavron (Labour) - David Kurten (UKIP) - Joanne McCartney (Labour) - Steve O'Connell (Conservative) - Caroline Pidgeon (LibDem) - Keith Prince (Conservative) - Caroline Russell (Green) - Onkar Sahota (Labour) - Navin Shah (Labour) - Fiona Twycross (Labour) - Peter Whittle (UKIP) |